# 鮑象賢
鮑象賢（1496年—1568年），字復之，號思诚、又号思庵，直隸歙縣（今安徽）人，明朝政治人物。官至兩廣總督。

## 生平
正德十四年（1519年）己卯科應天府鄉試第一百五名舉人，嘉靖八年（1529年）己丑科二甲第八十五名進士。授四川道試監察御史，十二年出為湖廣僉事，部署江防。以捕獲盜賊之功，十七年陞雲南副使，備兵臨安。毛伯溫檄汪文盛會師，以鮑象賢率領中哨。不久以父喪去职，服阕，起補陕西按察司副使，二十四年二月升雲南右参政，以母喪去。服除，起山東布政司参政，二十八年遷山東按察使，二十九年上计京师，二月遷江西右布政使，同年秋遷陕西左布政使，再升都察院右副都御史、巡撫陝西等地，三十年六月代石簡巡撫雲南。當初，元江土舍那鑒殺死知府那憲謀反，雲南左布政使徐樾前去招降被殺。石簡進攻不得，之後因事連坐被罷免，而鮑象賢代任。他聚集土兵、漢族士兵七萬去討伐，那鑒恐懼而喝藥自盡。三十二年六月，鮑象賢升任刑部右侍郎，九月改任兵部右侍郎、兼都察院右佥都御史、提督两广军务兼理巡抚。徐銓等在海上叛亂糾結倭寇，其檄副使汪柏進剿并獲升。三十三年十一月改南京兵部右侍郎，因被御史彈劾，令回鄉听勘。
家居十年后，嘉靖四十二年起用為太僕寺卿。四十三年四月接替张鉴任户部右侍郎兼都察院右副都御史、巡撫山東，四十四年七月召拜兵部左侍郎。因子孝友、曾孙孟英相继而亡，憂憤成疾，隆慶元年（1567年）乞骸骨致仕。隆慶二年（1567年）正月去世，享年七十三。贈工部尚書。

## 家族
曾祖鮑萬善；祖父鮑邦燦；父鮑光祖。母佘氏。具庆下。兄瑚、璲。